# Vladimir Grebennikov
Vladimir Grebennikov, född 22 augusti 1932 i Penza, död 19 december 1992, var en sovjetisk ishockeyspelare.
Grebennikov blev olympisk bronsmedaljör i ishockey vid vinterspelen 1960 i Squaw Valley.